# Norbert Langer (Literaturhistoriker)
Norbert Langer (* 21. April 1899 in Nikolsburg; † 12. Mai 1975 in Wien) war ein österreichischer Literaturhistoriker und Schriftsteller.

## Leben
Norbert Langer wurde am 21. April 1889 im österreichisch-ungarischen Nikolsburg in der Markgrafschaft Mähren geboren. Er studierte an der Universität Wien und promovierte dort im Jahre 1923 mit der Dissertation Das Problem der Romantik bei Nietzsche. Ausgehend von einer Analyse von Friedrich Nietzsches Individualität und Charakter versucht Langer dessen Verhältnis zur Romantik zu deuten und sieht in Nietzsche selbst sowohl den Romantiker als auch den Skeptiker. Die frühere Forschung habe die Romantik zu einseitig im Irrationalen verwurzelt gesehen und Nietzsches „Wesenheit“ sei am weitesten umrissen in der „romantischen Synthese“. Insbesondere auf das „musikalische Lebensgefühl“ bezogen ordnet Langer Nietzsche der Romantik zu.
Während der Zeit des Nationalsozialismus war Langer Chefredakteur der vom Volksbund für das Deutschtum im Ausland (heute: Verein für Deutsche Kulturbeziehungen im Ausland) herausgegebenen Zeitschrift Der Volksdeutsche. Er verfasste zudem eine im Sinne der NS-Kulturpolitik ausgerichtete Literaturgeschichte mit dem Titel Die deutsche Dichtung seit dem Weltkrieg. Am 25. Januar 1939 beantragte er die Aufnahme in die NSDAP und wurde rückwirkend zum 1. Dezember 1938 aufgenommen (Mitgliedsnummer 6.428.003).
Norbert Langer ist der Verfasser der Buchreihe Dichter aus Österreich, die Mitte der 1950er bis Mitte der 1960er Jahre im Österreichischen Bundesverlag erschien, und auch Autoren vorstellt, die ansonsten keine Erwähnung finden. In seinem „Vorschlag zur Lektüre“ von Werken Franz Tumlers führt Langer u. a. die Erzählung Der erste Tag auf, die 1946 auf der Liste der gesperrten Autoren und Bücher des Bundesministeriums für Unterricht stand.
Norbert Langer war verheiratet mit der niederländisch-österreichischen Pianistin Hilde Langer-Rühl.

## Publikationen
- Das Problem der Romantik bei Nietzsche, Dissertation, Helios-Verlag, Münster, 1929.
- Die deutsche Dichtung seit dem Weltkrieg, 2. erg. Aufl. 1942.
- Unverlierbare Heimat. Kindheit und Jugend in Nikolsburg, Bundesverlag, Wien, 1959.
- Dichter aus Österreich. Folge 1, Österreichischer Bundesverlag, Wien, 1956.
- Dichter aus Österreich. Folge 2, Österreichischer Bundesverlag, Wien, 1957.
- Dichter aus Österreich. Folge 3, Österreichischer Bundesverlag, Wien, 1958.
- Dichter aus Österreich. Folge 4, Österreichischer Bundesverlag, Wien, 1960.
- Dichter aus Österreich. Folge 5, Österreichischer Bundesverlag, Wien, 1967.

### Als Herausgeber
- Hans Leifhelm: Sämtliche Gedichte, Salzburg, O. Müller, 1955.
- Hans Leifhelm: Gesammelte Prosa, Salzburg, O. Müller, 1957.
- Friedrich von Gagern: Jäger und Gejagte, Auswahl und Einleitung von Norbert Langer, Graz, Stiasny, 1958.